# Hermann Rumpelt
Hermann Rumpelt (ur. 1883, zm. 17 czerwca 1911 w Saskiej Szwajcarii) – niemiecki taternik, alpinista i fizyk.

## Życiorys
Hermann Rumpelt uprawiał taternictwo w latach 1906–1908. Chodził również po Alpach. Jego głównymi tatrzańskimi partnerami wspinaczkowymi byli niemieccy wspinacze Günter Oskar Dyhrenfurth i Alfred Martin. Pisał tatrzańskie artykuły, które publikował w niemieckich i austriackich czasopismach alpinistycznych. Zginął podczas wspinaczki na Großer Wehlturm w Saskiej Szwajcarii.

## Ważniejsze tatrzańskie osiągnięcia wspinaczkowe
- pierwsze przejście Grani Soliska, wraz z Dyhrenfurthem
- pierwsze przejście fragmentu Grani Baszt, wraz z Dyhrenfurthem